# Frédéric Waseige
 (mai 2018).
Frédéric Waseige, né le 11 mai 1965 à Rocourt, est un joueur de football belge devenu par la suite journaliste sportif pour la chaîne Be TV. 
Il est le fils de Robert Waseige, qui a été son entraîneur lorsqu'il jouait au RFC Liège.

## Biographie
Avec le RFC Liège, il obtient deux fois la 3e place au championnat belge (1985 et 1989), et remporte la Coupe de la Ligue Pro en 1986 ainsi que la Coupe de Belgique en 1990.
En 2002, il est le premier sélectionneur des Sables Rouges, l'équipe de Belgique de beach soccer.
Actuellement, il est journaliste et commentateur sportif pour le football à Be TV. Il est aussi présent au bord des terrains belges pour la chaîne VOOfoot ainsi que sur les plateaux d'émissions sportives de la RTBF.
En 2020, il est nommé meilleur consultant football de Belgique francophone par Sport/Foot Magazine, remportant 20% des voix (19.000).

## Carrière
Il a été joueur de football professionnel au poste de milieu de terrain de 1983 à 2001 dans les clubs suivants :
- 1983 - 1991 :  RFC Liège
- 1991 - 1993 :  KAA La Gantoise
- 1993 - 1994 :  AC Bellinzone
- 1994 - 1997 :  Alemannia Aix-la-Chapelle
- 1997 - 2000 :  Olympic Charleroi
- 2000 - 2001 :  KSK Tongres

## Palmarès
- Vainqueur de la Coupe de la Ligue Pro en 1986 avec le RFC Liège.
- Finaliste de la Coupe de Belgique en 1987 avec le RFC Liège.
- Vainqueur de la Coupe de Belgique en 1990 avec le RFC Liège.
- Finaliste de la Supercoupe de Belgique en 1990 avec le RFC Liège.
- Consultant football de l'année en Belgique francophone en 2020.